# Тергу
Те́ргу (итал. Tergu) — коммуна в Италии, располагается в регионе Сардиния, в провинции Сассари. 
Покровительницей коммуны почитается Дева Мария, празднование 1 мая и 8 сентября. Ей посвящена церковь Богородицы в Тергу — один из лучших образцов романской архитектуры на Сардинии.

## История
Населённый пункт образовался на плоскогорье, окружённом холмами, самый высокий из которых — гора Туддери (435м). На этих землях, богатых влагой, издавна занимались земледелием и скотоводством. На территории коммуны Тергу находятся около 13 нурагов - мегалитических башен, сложенных из камней сухой кладкой. Обычно они располагаются в стратегически важных местах — на холмах с панорамным обзором. Наибольший интерес представляет нураг Туддери, находящийся на вершине одноимённой горы и имеющий в плане форму трилистника. 

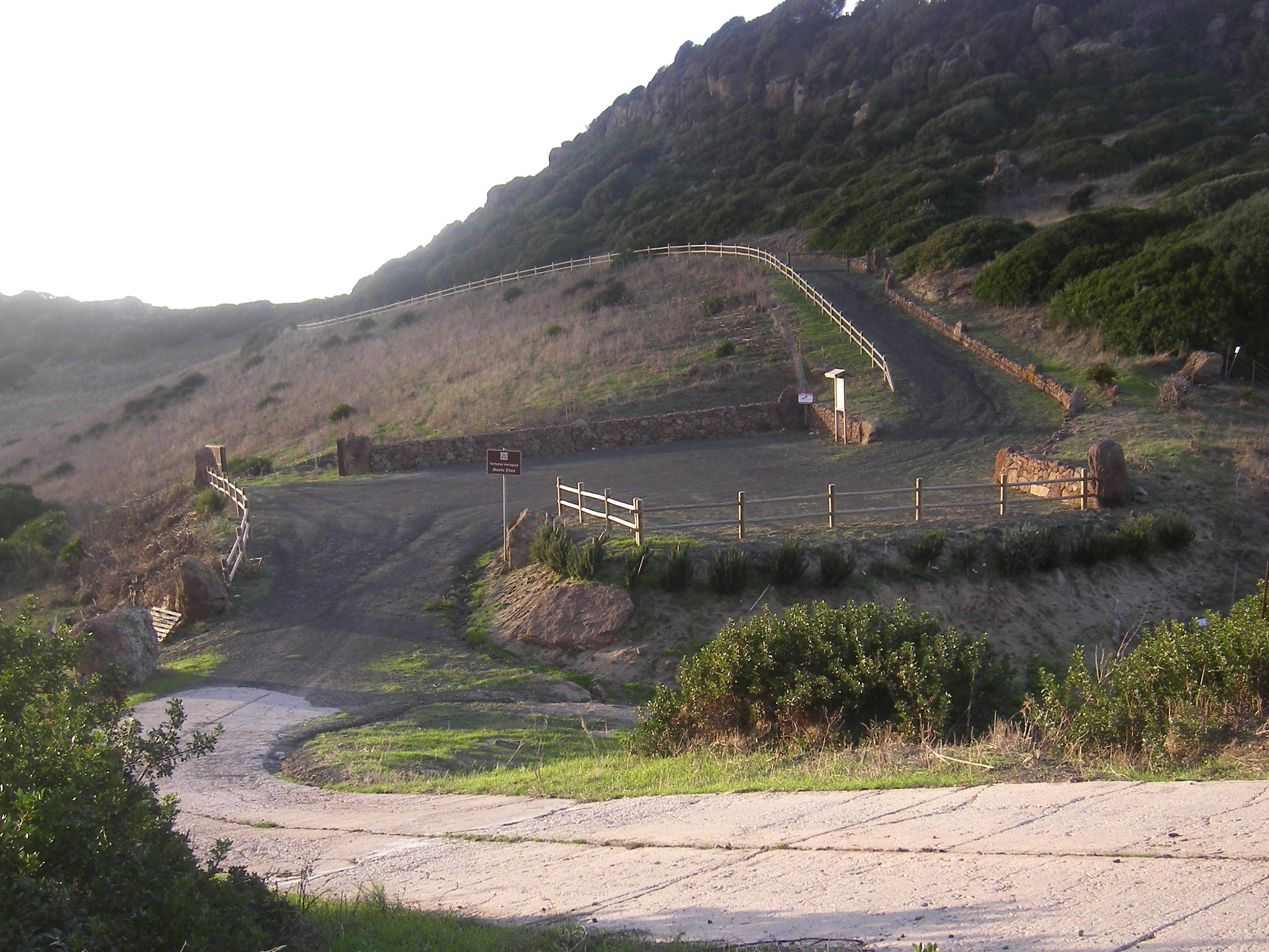
Нурагическая крепость Монте Элиас

Примерно в километре от центра деревни, на горе Монте Элиас (316м), сохранилась мегалитическая крепостная стена. Выполненная из крупных блоков трахита, она протянулась на 120 метров, местами достигая пяти метров в высоту. Сверху стена заканчивается площадкой, на которой можно разглядеть фундаменты строений, где в результате археологических раскопок были найдены предметы, датируемые как нурагической (с XVII века до н. э. до II века до н. э.), так и последующей древнеримской эпохами. От римского периода сохранилось кладбище Монте Риццу, где найдены несколько погребальных стел и одна надгробная плита с надписью. После падения Римской империи территорией владели вандалы, затем — Византийская империя. С возникновением необходимости защиты от набегов пиратов-мусульман в VIII веке и ослаблением Византии власть на Сардинии постепенно переходит к четырём независимым феодальным государствам — юдикатам . Территория нынешнего Тергу вошла в состав юдиката Торреса, правители которого стремились иметь на своих землях как можно больше монастырей. Несколько поколений юдексов Торреса даровали монашеским орденам, особенно часто бенедиктинцам из Монтекассино, участки местности, иногда с уже построенными церквями, и просили направить туда группу монахов для основания новой обители. Так возник и монастырь Санта-Мария-ди-Тергу, самый богатое и значимое владение бенедиктинского ордена на Сардинии. Он впервые появляется в описях имущества ордена в 1122 году и впоследствии неоднократно упоминается в различных документах архива Монтекассино. Так, в 1147 и в 1153 годах юдекс Гонарий II издал акты, подтверждающие права аббатства Монтекассино на владения, пожалованные его семьёй бенедиктинскому ордену. Аббат Санта-Мария-ди-Тергу являлся представителем ордена на Сардинии, в его подчинении находилось около двенадцати бенедиктинских монастырей. В 1270 году в Тергу был сослан опальный монтекассинский аббат Теодин и прожил там до конца своих дней. Во II половине XIII века с распадом юдиката Торреса и переходом его земель к генуэзской семье Дориа монастырь начал терять политическое влияние и богатство. В 1444 году, уже при власти испанцев, он перешёл во владение местного епископа и к концу XV века закрылся. В последний раз монастырь Санта-Мария-ди-Тергу упоминается в документе 1488 года. В последующие века права на земли бывшего монастыря оспаривали три соседних посёлка: Кастельсардо, Озило и Нульви; физические столкновения чередовались с судебными тяжбами. На этих землях жило немного крестьян; отдельные хутора и группы из нескольких домов располагались на значительном расстоянии друг от друга. До 1838 года они находились в феодальной зависимости у семьи Теллез Джирон. В течение XIX века численность населения значительно возросла, произошла его концентрация в нескольких центрах. В 1980 году Тергу получил права самостоятельной коммуны.

## Церковь Богородицы в Тергу

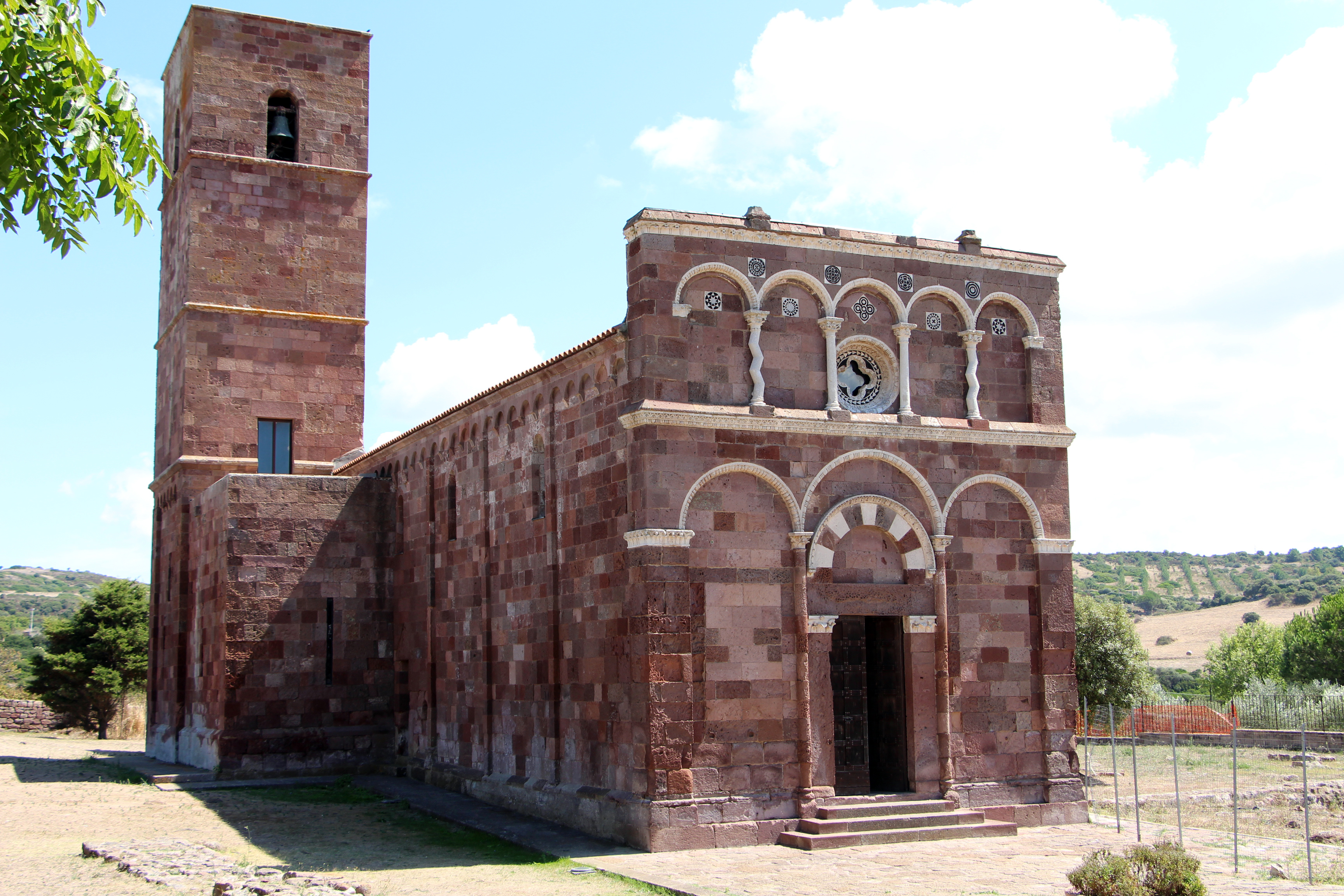
Церковь Богородицы в Тергу

Сооружением наибольшей ценности на территории коммуны является церковь Богородицы в Тергу. Согласно летописи XIII века , она была заложена во II половине XI века братом жены Мариана I, юдекса Торреса. В начале XII века церковь была передана во владение монахам-бенедиктинцам, которые основали вокруг неё монастырь. При юдексе Гонарии II (годы правления 1127—1154) церковь была значительно увеличена и повторно освящена, причём на церемонию прибыл представитель папы Римского. При этой реконструкции появился существующий ныне фасад, напоминающий по композиции и отделке образцы пизанской архитектуры II половины XII века. После закрытия монастыря церковь перешла в собственность местной епархии; возросло её значение как центра почитания Богородицы на Сардинии, благодаря чему она была окружена заботой церковных и светских властей. При реставрации 1664 года были перестроены апсида и крыша,  о чём сообщает мраморная табличка в интерьере церкви. 

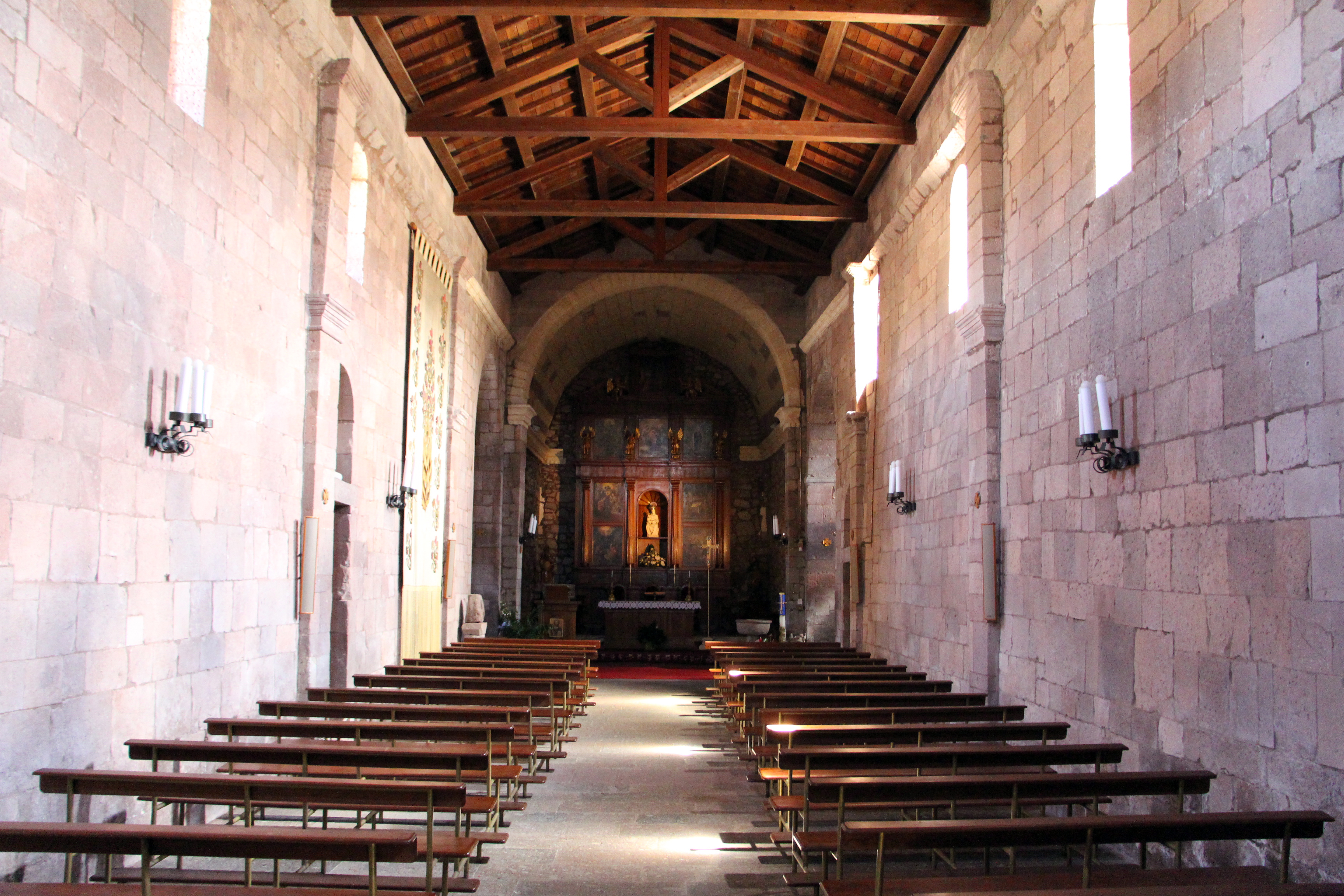
Интерьер церкви

 Церковь в романо-пизанском стиле из блоков розового трахита с отделкой из белого известняка имеет в плане Т-образную форму. Фасад, верхняя часть которого не сохранилась до наших дней, разделён карнизом на два яруса. В нижнем ярусе три цилиндрические арки с архивольтами из белого камня опираются на две угловые пилястры и две полуколонны с коринфскими капителями. В центральной арке — портал, перекрытый архитравом, который опирается на две пилястры с белыми капителями в виде листьев аканта. Он увенчан ещё одной аркой, в которой чередуются белые известковые и розоватые трахитные блоки. Аркатура верхнего яруса состоит из пяти цилиндрических арок, опирающихся на четыре колонны белого цвета с коринфскими капителями. Две крайние колонны имеют зигзагообразную форму. В центральной арке расположено небольшое круглое окно из белоснежного известняка, в отделке которого сочетаются геометрические и растительные мотивы. Однотонные боковые стены прорезаны небольшими арочными окнами и украшены фризом в виде арочек, опирающимся на лопатки. Сбоку пристроена массивная квадратная в плане колокольня. В интерьере - один неф с двускатным кессонным потолком, трансепт и апсида со сводчатыми потолками, деревянный алтарь, украшенный 13 живописными полотнами и 6 золочёными фигурками ангелов. Вокруг здания ведутся археологические раскопки остатков средневекового монастыря. По дороге к церкви в 2000 году были установлены 15 скульптурных групп из трахита работы Стефано Кесса, изображающие Крестный путь.

## Население
Население Тергу на 31 декабря 2019 года составляло 608 человек, плотность населения — 16,9 чел./км².
Динамика населения:

## Экономика
Основой экономики Тергу остаётся сельское хозяйство. Здесь выращивают зерновые, фрукты и виноград, разводят овец, коров и свиней. В последние десятилетия развиваются мелкие предприятия пищевой промышленности. Торговля развита слабо. Основным народным промыслом является плетение из растительных материалов. В селе имеются начальная школа, медицинский пункт, аптека, библиотека, отделение банка. Характерными чертами Тергу остаются очень низкая плотность населения и фрагментарная застройка, однако, благодаря развитию уличной сети и новому строительству, эти особенности постепенно стираются. Рейсовые автобусы предприятия ARST связывают Тергу с центром провинции - городом Сассари, а также с Кастельсардо, Бульци, Перфугасом.
Ближайшие аэропорты — «Фертилия» г. Альгеро — около 50 км, «Коста Смеральда» г. Ольбия — 100 км. До пассажирского порта в Порто-Торресе — около 30 км.

## Праздники

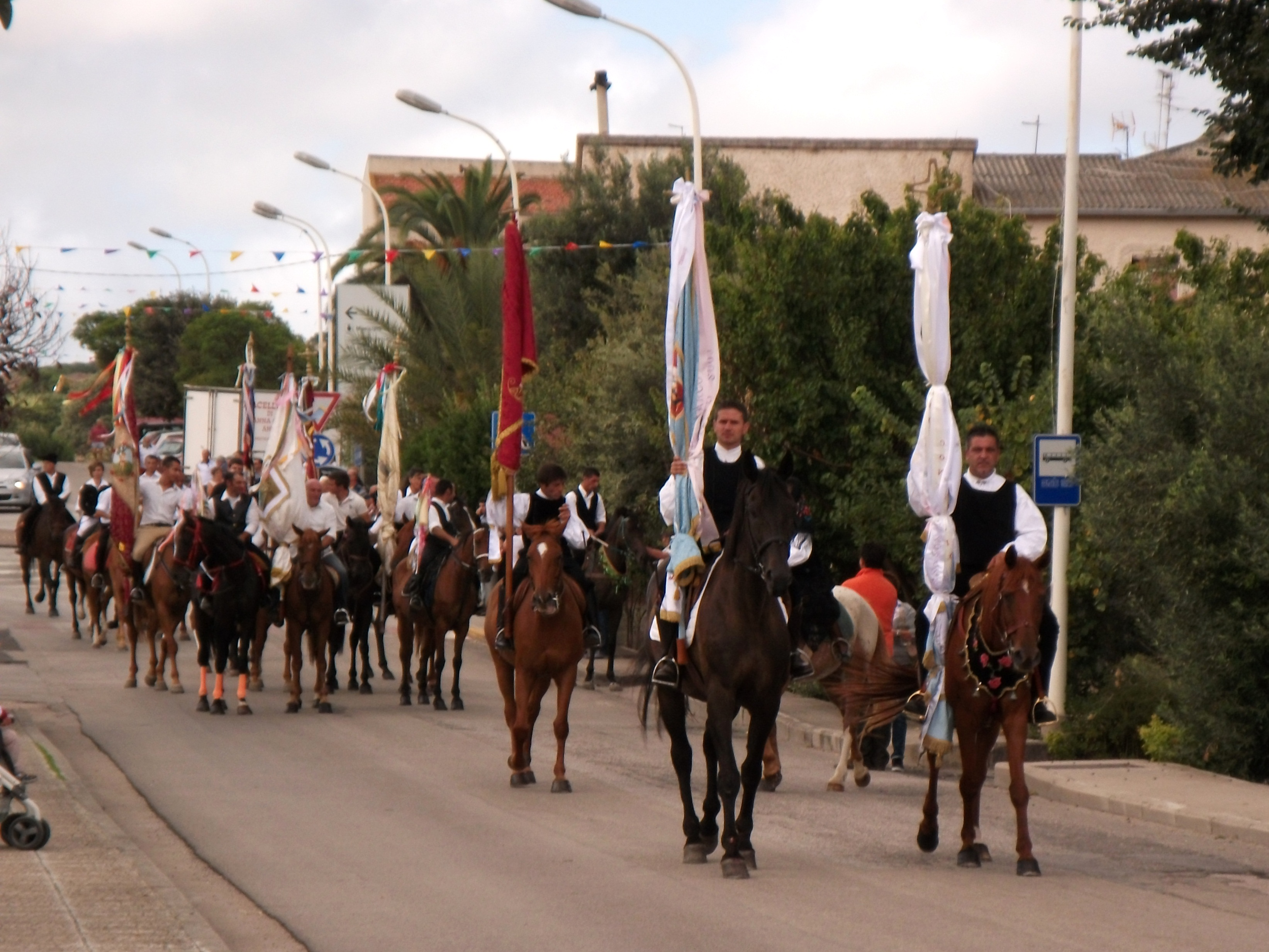
Престольный праздник в Тергу

Престольный праздник в честь Пресвятой Богородицы отмечается 8 сентября. Он открывается шествием всадников с хоругвями в национальных костюмах по главной улице Тергу, за ними следуют фольклорные группы и народные оркестры из окрестных селений. Мужской хор в белых балахонах, исполняющий церковные песнопения, предшествует украшенной цветами и лозой повозке, запряжённой двумя волами, на которой находится статуя Мадонны с младенцем. Завершают шествие все желающие. Процессия проходит через всё село до церкви, где состоится праздничная служба. 

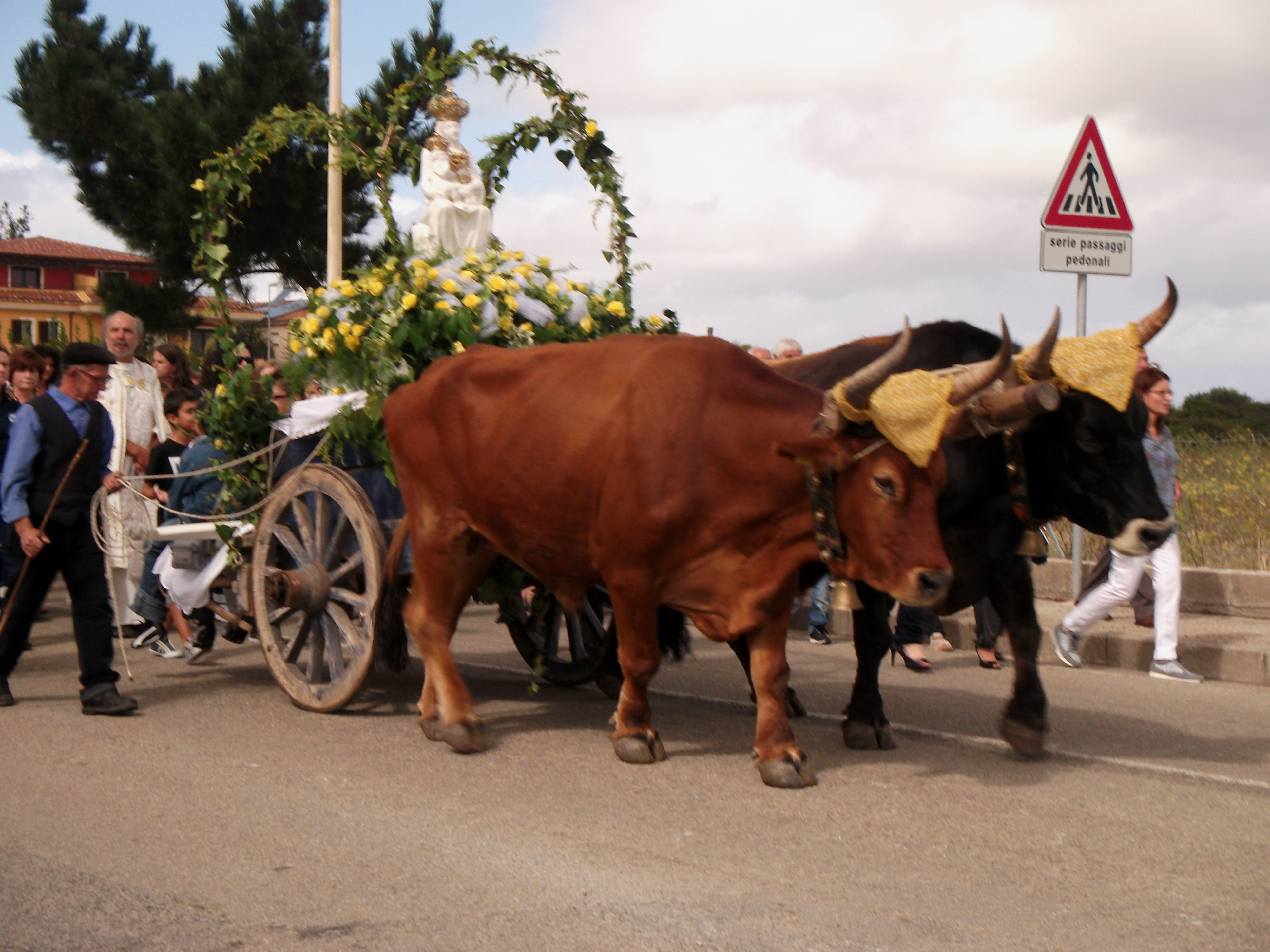
Престольный праздник в Тергу

Вторая половина дня посвящена конным соревнованиям. На поле за селом начинаются «скачки с кольцами»: огораживается прямолинейная трасса и конники по очереди галопом проходят её на время, пытаясь попасть короткой палкой в каждое из трёх колец, подвешенных на протяжении дистанции над головой всадника. Эти игры, происходящие от упражнений кавалеристов с холодным оружием, популярны на Сардинии со времён арагонского владычества. Праздник завершается вечером песнями и танцами на площади.
Шествие «Луниссанти» — уникальная народная традиция, уходящая корнями в Средневековье. Оно проходит в Великий понедельник, на следующий день после Вербного воскресенья. Церемония начинается на рассвете с мессы, которую служат в церкви Санта-Мария-делле-Грацие в Кастельсардо. Затем участники мероприятия, одетые в белые балахоны, подпоясанные верёвкой, и белые колпаки с прорезями для глаз, отправляются в Тергу. Шествие, в котором несут изображения орудий страстей Христовых: столб, терновый венец, копьё, губку, чашу, крест и др., перемежается тремя хорами, исполняющими на четыре голоса песнопения догригорианского происхождения. В каждом хоре — по четыре певца и пятый — тот, кто несёт символ хора. Духовенство в процессии не участвует. За несколько часов шествие проходит около десяти километров, останавливаясь, чтобы исполнить очередной куплет. По прибытии служится месса в церкви Богородицы в Тергу, а затем участники шествия, к которым присоединяются местные жители, устраивают праздничный обед на траве вокруг бывшего монастыря. К вечеру Луниссанти отправляются из Тергу в обратный путь и возвращаются в Кастельсардо уже после захода солнца.
В феврале или марте, перед Великим постом, по главной улице Тергу проходит карнавальное шествие с масками, карнавальными повозками, оркестрами и танцорами.
В последние годы растёт популярность ярмарок народных промыслов, на которых совмещаются выступления фольклорных, музыкальных и спортивных коллективов  и продажа товаров местного производства: копчёных колбас, ветчины, сыра, вина, плетёных и вязаных изделий.